# Scott Thwaites
Scott Christopher Thwaites (Burley in Wharfedale, 12 de febrero de 1990) es un ciclista británico que fue profesional entre 2010 y 2022.

## Palmarés
No consiguió ninguna victoria como profesional.

## Resultados en Grandes Vueltas y Campeonatos del Mundo
| Carrera         | Carrera         | 2010 | 2011 | 2012 | 2013 | 2014 | 2015 | 2016  | 2017  | 2018 | 2019 | 2020 | 2021  | 2022 |
| --------------- | --------------- | ---- | ---- | ---- | ---- | ---- | ---- | ----- | ----- | ---- | ---- | ---- | ----- | ---- |
|                 | Giro de Italia  | —    | —    | —    | —    | —    | —    | —     | —     | —    | —    | —    | —     | —    |
|                 | Tour de Francia | —    | —    | —    | —    | —    | —    | —     | 107.º | —    | —    | —    | —     | —    |
|                 | Vuelta a España | —    | —    | —    | —    | —    | —    | 116.º | —     | —    | —    | —    | 134.º | —    |
| Mundial en Ruta | Mundial en Ruta | —    | —    | —    | —    | —    | —    | 52.º  | 97.º  | —    | —    | —    | —     | —    |

—: no participa

Ab.: abandono